# 日本言語聴覚士協会
一般社団法人日本言語聴覚士協会（にほんげんごちょうかくしきょうかい）は、厚生労働省所管の言語聴覚士で構成される社団法人。2000年（平成12年）設立。言語聴覚療法に関する啓発活動や言語聴覚士の利益を守るための活動などを行っている。

## 概要
- 所在: 東京都新宿区新小川町６－２９　アクロポリス東京９階
- 会長: 内山量史